# 臺北市中山區長安國民小學
臺北市中山區長安國民小學是一所位於中華民國臺北市中山區的市立國民小學。

## 校史
現在的長安國小在吉林路上。現任校長是嚴淑珠女士。

## 歷任校長
- 民國37年 李進興兼任校長。
- 民國38年 市府委派劉敦厚、何濟民先後兼任校長。
- 民國39年 由李瑪佬接任校長。
- 第一任校長李瑪佬。
- 第二任校長李金蟬。
- 第三任校長林仁義。
- 第四任校長陳家炳。
- 第五任校長林宗源。
- 第六任校長鄭燦堃。
- 第七任校長曾坤。
- 第八任校長陳瑞郎。
- 第九任校長羅富美。
- 第十任校長蘇素女。
- 第十一任校長張素花。
- 民國97年 第十二任校長邢長華。民國100年時因故調職。
- 民國100年 羅永治校長代理校長職務半年。
- 民國101年 第十三任校長韓崑河。
- 民國107年 第十四任校長嚴淑珠，為現任校長。

## 校友
- 周浩正：筆名周寧，曾任遠流出版公司總編輯，曾就讀臺北市中山區中正國民小學，後轉學並畢業於臺北市中山區長安國民小學[1]。

## 相關
- 長安國小

## 外部連結
- 台北市長安國小 （页面存档备份，存于）
- 長安國小電子相本 （页面存档备份，存于）

1. ↑  .   [2021-11-30]. （原始内容存档于2022-04-17）.